# 大杉喜彦
大杉 喜彦（おおすぎ よしひこ、1945年12月30日 - ）は、日本の建築家。京都市生まれ。日本建築家協会関東・甲信越支部所属。

## 略歴
- 1968年  日本大学芸術学部美術学科卒業
- 1971年  早稲田大学産業専修学校建築科卒業
- 1968年～1970年　高田秀三建築設計研究室にて建築設計に携わる
- 1968年～1968年　米国アリゾナ州立大学建築科精神薄弱児施設設計セミナー参加のため渡米
- 1971年～1973年　U研究室に所属。
- 1973年～1979年　安井建築設計事務所勤務
- 1979年　一級建築士事務所大杉喜彦建築綜合研究所設立
- 1990年　日本大学生産工学部非常勤講師

## 受賞歴
- 1981年　東京建築士会住宅建築コンクール入賞
- 1982年　東京建築士会住宅建築コンクール入賞
- 1982年　パリ・ビエンナーレ招待作家
- 1986年　ARCHI-FILE･コルネット賞(THE　CAT'S　BOX)
- 1995年　NEG空間デザイン・コンペティション入賞（SUMIDA INDEX)
- 1997年　グッドデザイン施設部門入賞（SUMIDA INDEX)
- 1999年　すみだ優良景観及びまちなみ建築賞（SUMIDA INDEX)

## 代表作品
- スパ昭島 (東京都昭島市, 1990年)
- 日本硝子建材本社ビルSUMIDA INDEX (東京都墨田区, 1992年)
- UHA（遊波）味覚糖奈良第三工場（奈良県大和郡山市 1997年）